# Gazzetta del Governo di Malta

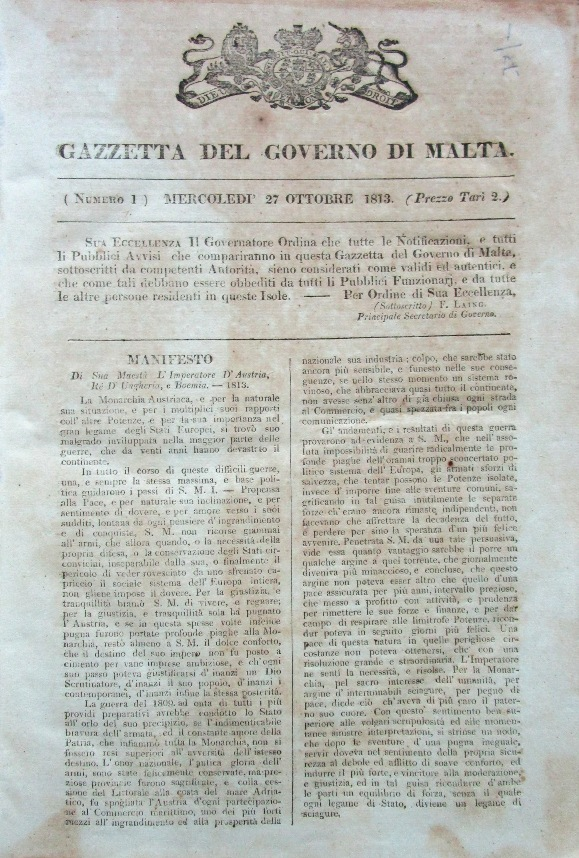
Una copia de La Gazzetta del Governo di Malta pubblicata in lingua italiana del 1813

La Gazzetta del Governo di Malta (maltese: Gazzetta tal-Gvern ta' Malta; inglese: Malta Government Gazette) è una gazzetta ufficiale pubblicata dal Dipartimento dell'informazione del governo di Malta. Fu pubblicato per la prima volta nel 1813 quando le isole erano una colonia britannica e continuò ad essere pubblicato dopo che Malta divenne indipendente nel 1964. Da allora, il giornale è stato pubblicato in maltese e inglese; le precedenti edizioni erano in italiano o una combinazione di alcune o tutte e tre le lingue. Dal 2015 la gazzetta è stata pubblicata in un formato solo digitale e solo una quantità limitata di copie è stampata a scopo di archiviazione.

## Cronologia delle pubblicazioni
Il Journal de Malte, un giornale pubblicato durante l'occupazione francese di Malta nel 1798, è considerato il predecessore della Gazzetta del governo di Malta. Dopo che la dominazione britannica fu stabilita a Malta nel 1800, alcuni giornali furono pubblicati dal governo con diversi titoli: Foglio d'Avvisi (1803–1804), L'Argo (1804), Il Cartaginese (1804–1805) e il Giornale di Malta (1812–1813).
La prima edizione della Gazzetta del Governo di Malta fu pubblicata il 27 ottobre 1813. La prima edizione intitolata Malta Government Gazette in inglese fu pubblicata il 7 agosto 1816. Prima che fosse introdotta la libertà di stampa nel 1839, la gazzetta era l'unico giornale pubblicato nell'arcipelago. Dal 1930, la gazzetta iniziò a essere pubblicata in tre lingue: inglese, maltese e italiano.
Dall'indipendenza di Malta nel 1964, la gazzetta è stata pubblicata in maltese e in inglese, con il titolo maltese in Gazzetta tal-Gvern ta' Malta. Le edizioni a stampa della gazzetta sono state interrotte a favore delle versioni digitali nel 2015 e queste ultime sono disponibili sul sito Web del Dipartimento di informazione. Da allora, sono state stampate solo 25 copie fisiche di ogni edizione della gazzetta, che sono conservate presso il Dipartimento di informazione e presso la Biblioteca nazionale di Malta.
Il Dipartimento dell'informazione del governo maltese detiene un archivio di tutte le gazzette pubblicate dal 1813.